# Melaleuca manglesii
Melaleuca manglesii är en myrtenväxtart som beskrevs av Johannes Conrad Schauer. Melaleuca manglesii ingår i släktet Melaleuca och familjen myrtenväxter.
Artens utbredningsområde är Western Australia. Inga underarter finns listade i Catalogue of Life.